# Piesarthrius laminosus
Piesarthrius laminosus är en skalbaggsart som först beskrevs av Newman 1840.  Piesarthrius laminosus ingår i släktet Piesarthrius och familjen långhorningar. Inga underarter finns listade i Catalogue of Life.